# Podișul Babadagului
Podișul Babadagului este o unitate fizico-geografică din România.

## Situare
Este situat în partea de SE a României, în Dobrogea și face parte din unitatea de ordinul I numită Masivul Dobrogei de Nord. Ca unități vecine de relief remarcăm în partea de sud - Podișul Casimcei, dincolo de culoarul tectonic Peceneaga - Camena, Lunca Dunării la vest, Sistemul lagunar Razim - Sinoe, spre care coboară brusc, printr-o serie de capuri abrupte (Iancina, Dolojman) la est, iar la nord valea râului Taița.    

## Relief și altitudini
Podișul Babadagului este eminamente sedimentar, alcătuit din depozite marno-grezoase de vârstă cretacică. Are altitudini care descresc de la  V (circa 300–400 m), spre est. Altitudinea maximă este atinsă în Dealul Cârjelari (402 m).